# ريك هاريسون
ريك هاريسون (بالإنجليزية: Rick Harrison)‏ هو شخصية أعمال أمريكي، ولد في 22 مارس 1965 في Ladywood High School ‏ في الولايات المتحدة.

## وصلات خارجية
- الموقع الرسمي
- ريك هاريسون على موقع IMDb (الإنجليزية)